# Новый Городок (Тверская область)
Новый Городок — деревня в Калининском районе Тверской области, входит в состав Верхневолжского сельского поселения. 

## География
Деревня расположена на берегу реки Вязьма в 29 км на юго-запад от центра поселения деревни Квакшино и в 45 км на юго-запад от Твери.

## История
В 1827 году в селе Валуево-Городище была построена каменная Алексеевская церковь с 2 престолами, метрические книги с 1789 года.
В конце XIX — начале XX века село Валуево-Городище входило в состав Быковской волости Тверского уезда Тверской губернии. 
С 1929 года деревня Новый Городок входила в состав Быковского сельсовета Емельяновского района Тверского округа Московской области, с 1935 года — в составе Калининской области, с 1956 года — в составе Полубратовского сельсовета Калининского района, с 2005 года — в составе Верхневолжского сельского поселения.

## Население
| 1859 | 2002 | 2010 |
| ---- | ---- | ---- |
| 33   | ↘5   | ↘0   |